# Manolo Gómez Bur
Manuel Gómez López de la Osa, conocido artísticamente como Manolo Gómez Bur (Madrid, 21 de abril de 1917-Bailén, 30 de mayo de 1991) fue un actor español de cine y de teatro.

## Biografía
Su nombre artístico procede de los apellidos de su padre, el también actor Vicente Gómez Bur.
Se inicia profesionalmente al finalizar la guerra civil española siguiendo los pasos de su familia, debutando en 1939 sobre el escenario con el género de la revista, con obras como Doña Mariquita de mi corazón (1942). En años sucesivos formaría parte de las compañías de Ana Adamuz (con la que interpreta en 1944 La calumniada, de los Hermanos Álvarez Quintero), Conchita Montes e Isabel Garcés, y cosecharía triunfos teatrales entre los que destacaron las obras  Su amante esposa (1950), Cena de Navidad (1951), Las dos Virginias y Devuélveme a mi señora.
En la pantalla grande debutó en 1951 de la mano de Edgar Neville, a cuyas órdenes rodó Cuento de hadas. Sería el primero de una lista que alcanza cerca de cien títulos. Actor eminentemente cómico, se especializó en tipos castizos y caracterizados de una cierta ingenuidad, que hicieron del actor uno de los más entrañables y queridos por el público en los años 60, década en la que se desarrolló el grueso de su carrera cinematográfica.
Durante esos años intervino en títulos tan célebres del cine español del momento como Las chicas de la Cruz Roja (1958), de Rafael J. Salvia, El día de los enamorados (1959), de Fernando Palacios, La corista (1960), de José María Elorrieta, Tú y yo somos tres (1964), de Rafael Gil, Tres de la Cruz Roja (1961), de Fernando Palacios, La ciudad no es para mí (1965), de Pedro Lazaga, Las que tienen que servir (1967), de José María Forqué, Amor a la española (1967), Los subdesarrollados (1968), La dinamita está servida (1968), las tres de Fernando Merino, Soltera y madre en la vida (1969), de Javier Aguirre, El señorito y las seductoras (1969) de Ramón Fernández o Las Ibéricas F.C. (1971), de Pedro Masó. 
En 1973 protagonizó, además, la serie Animales racionales para Televisión Española.
También colaboró en el programa Música y estrellas presentado por la artista Marujita Díaz
A partir de ese momento, espació sus intervenciones cinematográficas para potenciar, de nuevo, su carrera teatral, alcanzando éxitos notables como Las que tienen que servir (1962), La extraña pareja (1965), El señor Adrián, el primo (1966), El inocente (1969), La sopera (1972), La venganza de Don Mendo (1977), Barba Azul y sus mujeres (1980),  La señora presidenta (1982) y Juana la loca (1983).

## Filmografía
| - Un enredo de familia (1943) - Es peligroso asomarse al exterior (1945) - ¡Olé torero! (1949) - Cuento de hadas (1951) - Habitación para tres (1952) - Último día (1952) - La hermana San Sulpicio (1952) - Al fin solos (1955) - Congreso en Sevilla (1955) - Don Juan (1956) - Duelo de pasiones (1956) - La fierecilla domada (1956) - Las chicas de la Cruz Roja (1958) - ¡Qué bella eres, Roma! (1959) - Los tramposos (1959) - El día de los enamorados (1959) - 091 policía al habla (1960) - Los dos rivales (1960) - La corista (1960) - Pasa la tuna (1960) - Crimen para recién casados (1960) - Juicio final (1960) - Tres de la Cruz Roja (1961) - El pobre García (1961) - Fantasmas en la casa (1961) - Aquí están las vicetiples (1961) - Festival de Benidorm (1961) - El grano de mostaza (1962) - Usted tiene ojos de mujer fatal (1962) - La reina del Chantecler (1962) - Vuelve San Valentín (1962) | - Escuela de seductoras (1962) - Tú y yo somos tres (1962) - Accidente 703 (1962) - Las hijas de Helena (1963) - La revoltosa (1963) - La batalla del domingo (1963) - La pandilla de los once (1963) - Esa pícara pelirroja (1963) - Trampa para Catalina (1963) - Los guerrilleros (1963) - Fin de semana (1964) - Júrame (1964) - El hombre de Toledo (1965) - ¡¡Arriba las mujeres!! (1965) - El arte de casarse (1966) - Operación secretaria (1966) - Hoy como ayer (1966) - Lola, espejo oscuro (1966) - La ciudad no es para mí (1966) - Nuevo en esta plaza (1966) - Los chicos con las chicas (1967) - Las que tienen que servir (1967) - ¿Qué hacemos con los hijos? (1967) - Amor a la española (1967) - Los subdesarrollados (1968) - Pecados conyugales (1968) - Los que tocan el piano (1968) - La dinamita está servida (1968) - El señorito y las seductoras (1969) - Las panteras se comen a los ricos (1969) - ¿Por qué pecamos a los cuarenta? (1969) | - Educando a un idiota (1969) - Soltera y madre en la vida (1969) - Un adulterio decente (1969) - La que arman las mujeres (1969) - Una vez al año, ser hippy no hace daño (1969) - En un lugar de la Manga (1970) - El cronicón (1970) - Después de los nueve meses (1970) - Pierna creciente, falda menguante (1970) - El relicario (1970) - El dinero tiene miedo (1970) - La casa de los Martínez (1971) - Las Ibéricas F.C. (1971) - Cómo casarse en siete días (1971) - Una chica casi decente (1971) - Dos chicas de revista (1972) - Ligue Story (1972) - Casa Flora (1973) - Las señoritas de mala compañía (1973) - Como matar a papá... sin hacerle daño (1975) - Fulanita y sus menganos (1976) - Donde hay patrón... (1978) - Pepito Piscinas (1978) - En busca del huevo perdido (1982) - Bésame, tonta (1982) - Todo es posible en Granada (1982) - Cristóbal Colón, de oficio... descubridor (1982) - Juana la Loca... de vez en cuando (1983) - El Cid cabreador (1983) |